# Vera Artemova
Vera Artemova –en ruso, Вера Артёмова– (27 de febrero de 1970) es una deportista soviética que compitió en natación sincronizada. Ganó tres medallas en el Campeonato Europeo de Natación entre los años 1987 y 1991.

## Palmarés internacional
| Campeonato Europeo | Campeonato Europeo | Campeonato Europeo | Campeonato Europeo |
| Año                | Lugar              | Medalla            | Prueba             |
| ------------------ | ------------------ | ------------------ | ------------------ |
| 1987               | Estrasburgo (URSS) | Medalla de plata   | Equipo             |
| 1989               | Bonn (RFA)         | Medalla de plata   | Equipo             |
| 1991               | Atenas (Grecia)    | Medalla de oro     | Equipo             |